# 黑尔加茨
黑尔加茨是德国巴伐利亚州的一个市镇。总面积18.80平方公里，总人口2337人，其中男性1188人，女性1149人（2011年12月31日），人口密度124人/平方公里。